# Dwergstaten en de Europese Unie

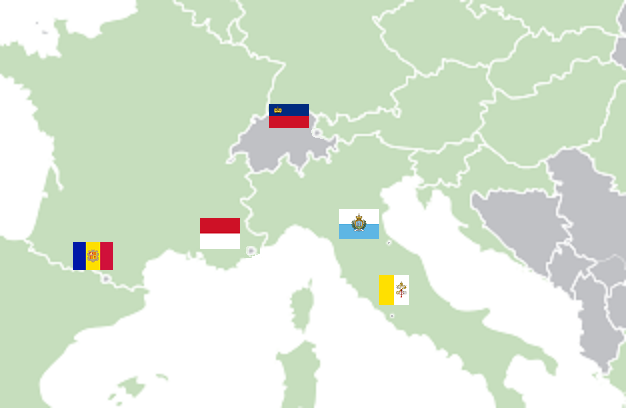
De Europese dwergstaten

Er zijn verschillende dwergstaten die grenzen aan de Europese Unie. Zij zijn geen lid van de EU en hebben elk minder dan 100.000 inwoners. Er is over het algemeen wel sprake van een bijzondere relatie met de EU. Het lidmaatschap is onwenselijk vanwege de hoge kosten en de geringe politieke betekenis van een dwergstaat. Vanwege hun geringe grootte zou een ingrijpende en moeilijk te realiseren aanpassing van het stemrecht binnen de EU noodzakelijk zijn.

## Andorra
Andorra is geen lid van de Schengenzone en hanteert nog grenscontroles, alhoewel burgers uit de Schengenzone gewoonlijk binnen mogen. Het land had geen eigen munt voor de invoering van de euro, het gebruikte de Franse frank en de Spaanse peseta. In oktober 2004 begonnen Andorra en de EU aan onderhandelingen over de voorwaarden waaronder het land zijn eigen munten slaat. Op 30 juni 2011 werd bekendgemaakt dat Andorra en de EU een overeenkomst hebben getekend, waarin staat dat per 1 juli 2013 de euro de officiële munteenheid van Andorra wordt. In 1999 verklaarde de toenmalige regering geen noodzaak te zien om toe te treden tot de EU. De Sociaal Democratische Partij, die destijds oppositie voerde, was in 1999 echter voor.

## Liechtenstein
Liechtenstein is de enige dwergstaat die lid is van de Europese Vrijhandelsassociatie, de Europese Economische Ruimte en de Schengenzone. Het land gebruikt echter niet de euro, maar de Zwitserse frank. Liechtenstein zou toetreding tot de EU overwegen indien Zwitserland ook zou toetreden.

## Monaco
Monaco kent geen grenscontroles en is de facto lid van de Schengenzone. Het prinsdom gebruikt de euro en mag eigen munten slaan op basis van een overeenkomst met de EU. Monaco maakt deel uit van het btw-gebied van de Europese Unie. De BTW-richtlijn (2006/112/EG) van de EU stelt Monaco gelijk aan Frankrijk.

## San Marino
Ook San Marino kent geen grenscontroles en gebruikt de euro, waarvan het eigen munten mag slaan. De linkse oppositiepartij Alleanza Popolare dei Democratici Sammarinesi is voorstander van toetreding tot de EU. De rechtse regeringspartij Partito Democratico Cristiano Sammarinese is tegen.

## Vaticaanstad
De Staat Vaticaanstad is de kleinste onafhankelijke soevereine staat ter wereld. Ze kan niet toetreden tot de Europese Unie vanwege de bijzondere pontificale bestuursvorm; de paus is de hoogste gezagsdrager. Er is sprake van een volledig open grens binnen de Italiaanse hoofdstad Rome. Men kent er eigen euromunten, ze worden in kleine oplage geslagen en zijn vooral verzamelobject.

## Samenvatting
San Marino, Monaco, Andorra en Vaticaanstad gebruiken de euro en mogen hun eigen euromunten slaan. De reden daarvan is dat deze landen al voor de invoering van de euro monetaire overeenkomsten hadden met hun buurlanden, die bij de invoering van de euro zijn omgezet in monetaire overeenkomsten met de Europese Centrale Bank. Andorra gebruikte vroeger de Spaanse Peseta of de Franse Franc en heeft sinds juli 2013 het recht om de Euro te gebruiken. Alleen Liechtenstein is lid van de Europese Economische Ruimte en de Schengenzone. Alle dwergstaten zijn lid van de OVSE, en, met uitzondering van Vaticaanstad, lid van de Raad van Europa.
| Land          | Hoofdstad        | Taal      | Inwoners | Oppervlakte | EER | Schengen             | Euro                             | Raad van Europa | OVSE |
| ------------- | ---------------- | --------- | -------- | ----------- | --- | -------------------- | -------------------------------- | --------------- | ---- |
| Andorra       | Andorra La Vella | Catalaans | 85.015   | 468 km²     | nee | nee, grenscontroles  | ja, eigen munten                 | ja              | ja   |
| Liechtenstein | Vaduz            | Duits     | 36.149   | 160 km²     | ja  | ja                   | nee, gebruikt de Zwitserse frank | ja              | ja   |
| Monaco        | Monaco-Ville     | Frans     | 35.881   | 2 km²       | nee | nee, toch open grens | ja, eigen munten                 | ja              | ja   |
| San Marino    | San Marino       | Italiaans | 31.978   | 61 km²      | nee | nee, toch open grens | ja, eigen munten                 | ja              | ja   |
| Vaticaanstad  | Geen (stadstaat) | Italiaans | 832      | 0,44 km²    | nee | nee, toch open grens | ja, eigen munten                 | nee             | ja   |

Oprichting:

1957: ondertekening Verdrag van Rome door:
België · Frankrijk · Bondsrepubliek Duitsland · Nederland · Luxemburg · Italië

1958: oprichting Europese Economische Gemeenschap

Uitbreidingen:

1973: Denemarken · Ierland · Verenigd Koninkrijk

1981: Griekenland

1986: Portugal · Spanje

1995: Finland · Oostenrijk · Zweden

2004: Cyprus · Estland · Hongarije · Letland · Litouwen · Malta · Polen · Slovenië · Slowakije · Tsjechië

2007: Bulgarije · Roemenië

2013: Kroatië

Kandidaat-lidstaten:

Albanië · Bosnië en Herzegovina · Georgië · Moldavië · Montenegro · Oekraïne · Noord-Macedonië · Servië · Turkije

Potentiële lidstaten:

Kosovo 

Staten die hun aanvraag introkken:

IJsland · Liechtenstein · Noorwegen · Zwitserland
Overige Europese staten:

Armenië · Azerbeidzjan · Wit-Rusland · Rusland
Uitgetreden staten:

2020: Verenigd Koninkrijk